# Bezirk Gersau
Der Bezirk Gersau ist ein Bezirk des Kantons Schwyz in der Schweiz. Die politische Gemeinde Gersau und der Bezirk bilden eine Einheit, wie auch bei Einsiedeln und Küssnacht.
Der Bezirk entstand 1817 durch die Auflösung der Republik Gersau und deren Eingliederung in den Kanton Schwyz.

## Politische Gemeinden
| Wappen | Fahne  | Name der Gemeinde | Einwohner (31. Dezember 2023) | Fläche in km² |
| ------ | ------ | ----------------- | ----------------------------- | ------------- |
| Gersau | Gersau | Gersau            | 2414                          | 14,35         |
| Total  | Total  | Total             | 2414                          | 14,35         |

Die Landfläche von Gersau beträgt 14,35 km², dazu kommt ein Anteil am Vierwaldstättersee. Die Gesamtfläche beträgt 23,7 km².

## Ortschaften
| PLZ  | Name der Ortschaft | Gemeinde |
| ---- | ------------------ | -------- |
| 6442 | Gersau             | Gersau   |
| 6410 | Rigi Scheidegg     | Gersau   |